# 延斯蒙克島
69°39′N 80°04′W / 69.650°N 80.067°W

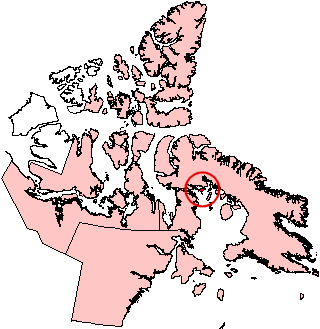

延斯蒙克島是加拿大的島嶼，位於福克斯灣，屬於北極群島的一部分，由基吉柯塔魯克地區負責管轄，長55公里、寬32公里，面積920平方公里，最高點海拔高度151米，島上無人居住。